# Conus cingulatus
Espèce
Statut de conservation UICN

 LC  : Préoccupation mineure
Conus cingulatus est une espèce de mollusques gastéropodes marins de la famille des Conidae.
Comme toutes les espèces du genre Conus, ces escargots sont prédateurs et venimeux. Ils sont capables de « piquer » les humains et doivent donc être manipulés avec précaution, voire pas du tout.

## Description
La taille de la coquille varie entre 25 mm et 50 mm.

## Distribution
Cette espèce est présente dans la mer des Caraïbes au large du Panama et du Venezuela.

### Niveau de risque d’extinction de l’espèce
Selon l'analyse de l'UICN réalisée en 2011 pour la définition du niveau de risque d'extinction, cette espèce se trouve le long de la côte caraïbe de la Colombie et du Panama. Il n'y a pas de menaces connues. Cette espèce est classée dans la catégorie "préoccupation mineure".

## Taxonomie

### Publication originale
L'espèce Conus cingulatus a été décrite pour la première fois en 1810 par le naturaliste français Jean-Baptiste Lamarck (1744-1829) dans la publication intitulée « A catalogue of the shells contained in the collection of the late Earl of Tankerville: arranged according to the Lamarckian conchological system: together with an appendix, containing descriptions of many new species »,.

### Synonymes
- Conus (Dauciconus) cingulatus Lamarck, 1810 · appellation alternative
- Gradiconus cingulatus (Lamarck, 1810) · non accepté

## Identifiants taxonomiques
Chaque taxon catalogué par les bases de données biologiques et taxonomiques possède un identifiant qui permet d'établir un point de référence. Les identifiants de Conus cingulatus dans les principales bases sont les suivants :
CoL : XX67 - GBIF : 6510232 - iNaturalist : 431909 - TAXREF : 94344 - UICN : 192446 - WoRMS : 577315